# Alain Bashung
Alain Bashung, właśc. Alain Claude Baschung (ur. 1 grudnia 1947 w Paryżu, zm. 14 marca 2009 tamże) – francuski piosenkarz, autor tekstów i aktor.

## Życiorys

### Dzieciństwo i młodość
Matka Alaina pracowała w fabryce, a jego ojcem był Algierczyk, którego nigdy nie poznał. Po urodzeniu matka ponownie wyszła za mąż i oddała małego Alaina (miał wówczas 1 rok) pod opiekę rodziców ojczyma, którzy mieszkali w Wingersheim (okolice Strasburga). W dzieciństwie zainteresował się muzyką po otrzymaniu harmonijki ustnej, na której ćwiczył utwory m.in. Kurta Weila i Wagnera. Uprawiał także kolarstwo i koszykówkę. W późniejszym okresie i dotarciu do tamtejszych rozgłośni radiowych muzyki rockandrollowej, zapoznał się z twórczością wielu artystów tego gatunku, co stanowi częstą inspirację w jego utworach. W 1959 roku powrócił do Paryża, gdzie ukończył École nationale de commerce.

### Ostatnie miesiące życia
W lutym 2009 podczas ceremonii rozdania francuskich nagród muzycznych otrzymał trzy „Victoires”. Mimo choroby, 24 lutego, wychudzony i osłabiony Alain Bashung był na scenie paryskiej sali koncertowej Zenith, by odebrać statuetki „Victoire”: za najlepszą płytę roku, za najlepszy koncert oraz nagrodę dla najlepszego wokalisty. Śpiewał wtedy piosenkę z nagrodzonej płyty „Bleu petrole”. Było to prawdopodobnie jego ostatnie spotkanie z publicznością.
Na wieść o śmierci piosenkarza, otoczonego we Francji prawdziwym kultem, Pałac Elizejski wydał specjalny komunikat. Prezydent Nicolas Sarkozy określił w nim zmarłego jako „wielkiego poetę i artystę zaangażowanego”, który „stworzył świat muzyczny o mrocznej i eleganckiej estetyce”.
1 stycznia 2009 artysta został uhonorowany Legią Honorową piątej klasy (Chevalier).
Alain Bashung zmarł na raka płuca w jednym z paryskich szpitali w wieku 61 lat. Został pochowany 20 marca 2009 na Cmentarzu Père-Lachaise.

## Kariera artystyczna
Początki kariery były wyraźnie odmienne od późniejszych dokonań Bashunga. Z grupą muzyków włóczył się po restauracjach, hotelach i bazach wojskowych żołnierzy amerykańskich. Pierwszy singiel zatytułowany Pourquoi rêvez-vous des États-Unis? („Dlaczego marzycie o USA?”) wydał w 1966 roku. Rok później pojawił się jako support zespołów Cream, The Troggs oraz Pretty Things na festiwalu muzyki popularnej w Pałacu Sportu w Paryżu. Szerszej publiczności dał się poznać podczas emisji programu „Tremplins de l’été”, gdzie wykonał utwór Je vous crois („Wierzę wam”). Pod koniec lat 60. spędził kilka miesięcy z innym popularnym francuskim artystą, Christophem. Ostatnim singlem, który został wydany pod nazwiskiem Baschung był utwór Les Romantiques z 1968 roku.
W 1973 zagrał Robespierre’a w komedii muzycznej La Révolution française, której autorem był Claude-Michel Schönberg.
Po dziewięciu latach bez większych sukcesów, Bashung postawił na współpracę z tekściarzem Borisem Bergmanem i producentem Andym Scottem. W 1977 roku wydał swój pierwszy album, Romans photos. Następną płytą była Roulette russe, utrzymana w klimacie rockowym, która podobnie jak poprzednia przeszła bez większego echa.
W wieku 33 lat, Bashung osiągnął pierwszy prawdziwy sukces komercyjny poprzez wydanie singla Gaby oh Gaby, sprzedanego w liczbie miliona kopii. Kolejnym albumem była wydana w 1981 Pizza z przebojem Vertige de l’amour.
Album Play blessures z 1982 roku powstał we współpracy z Sergem Gainsbourgiem, który napisał teksty piosenek. Utrzymany w klimacie nowej fali ma we Francji status kultowego, mimo klęski komercyjnej, wynikającej z nieprzystępnych tekstów i chłodnego brzmienia dla szerszej publiczności.
Kolejnym albumem był wydany rok później Figure imposée, odebrany z umiarkowanym entuzjazmem przez krytyków. W 1984 roku wydał singiel S.O.S. amor, który pozwolił Bashungowi na swego rodzaju restart kariery i wejście do elity francuskiej piosenki tamtych czasów na stałe. W ramach antyrasistowskiej kampanii Touche pas à mon pote wydał piosenkę pod tym samym tytułem w 1985 roku.
Płyta Passé le Rio Grande z 1986 roku była pierwszym sukcesem na polu francuskich nagród muzycznych Victoires de la Musique – została uhonorowana statuetką za najlepszy album rockowy.
Wydany w 1989 roku album Novice jest zwrotem w klimaty eksperymentalne i nowofalowe. Z płyty pochodzi singiel Bombez !, do którego nakręcono teledysk w Las Vegas. Była to ostatnia płyta, na którą teksty napisał Boris Bergman, a pierwsza, na którą powstały teksty we współpracy z Jeanem Fauque. Podobnie do wydanego w 1982 roku Play blessures album nie przekroczył liczby 50 tysięcy sprzedanych egzemplarzy.
Jednym z największych sukcesów Bashunga był nagrany w amerykańskim Memphis, wydany w 1991 roku album Osez Joséphine, z którego pochodzi największy przebój artysty o tym samym tytule. Sprzedany w ponad 350 tysiącach kopii album ugruntował pozycję Bashunga jako kompozytora.
W 1994 roku nagrał Chatterton, album w stylu country new age z singlem Ma petite entreprise, który po raz kolejny okazał się sukcesem komercyjnym. W tym samym czasie Bashung coraz częściej pojawiał się w różnego rodzajach produkcjach filmowych i serialowych, jak np. Ma sœur chinoise (reż. Alain Mazars).
W 1998 roku artysta wydał swój najbardziej ceniony album, Fantasie militaire, z którego pochodzi utwór La nuit je mens. Za ten album otrzymał 3 nagrody Victoires de la musique w roku 1999, a także dodatkową statuetkę w ramach najlepszej płyty dwudziestolecia (w 2005 roku).
Z 13 nagrodami, które zdobył od 1993 roku jest najczęściej nagradzanym artystą w historii francuskich Victoires de la Musique (ex aequo z Mathieu Chedidem)

## Dyskografia

### Albumy studyjne
| 1977 | Romans photos                                 | -  | -  | -  |
| 1979 | Roulette russe                                | 13 | -  | -  |
| 1981 | Pizza                                         | 1  | -  | -  |
| 1982 | Play blessures                                | -  | -  | -  |
| 1983 | Figure imposée                                | -  | -  | -  |
| 1986 | Passé le Rio Grande                           | -  | -  | -  |
| 1989 | Novice                                        | -  | -  | -  |
| 1991 | Osez Joséphine                                | 14 | -  | -  |
| 1993 | Réservé aux Indiens                           | -  | -  | -  |
| 1994 | Chatterton                                    | 6  | -  | -  |
| 1998 | Fantaisie militaire                           | 1  | 15 | -  |
| 2002 | L’Imprudence                                  | 1  | 2  | 46 |
| 2002 | Cantique des cantiques en duo avec Chloé Mons | -  | -  | -  |
| 2008 | Bleu pétrole                                  | 1  | 4  | 11 |

### Single
| 1966 | Pourquoi rêvez-vous des États-Unis?       | -  | -  |
| 1967 | T’as qu'à dire Yeah                       | -  | -  |
| 1967 | Tu es une petite enfant qui fait la belle | -  | -  |
| 1968 | Chère petite chose                        | 66 | -  |
| 1968 | Les romantiques                           | -  | -  |
| 1969 | Lise                                      | -  | -  |
| 1969 | La rivière                                | -  | -  |
| 1969 | Simplement quelques jours                 | -  | -  |
| 1969 | Ho gli occhi chuisi                       | -  | -  |
| 1970 | Un jour viendra                           | -  | -  |
| 1971 | Du feu dans les veines                    | -  | -  |
| 1973 | Bois de santal                            | -  | -  |
| 1977 | Roman Photos                              | 71 | -  |
| 1977 | C’est la faute à Dylan                    | -  | -  |
| 1979 | Je fume pour oublier que tu bois          | -  | -  |
| 1980 | Gaby oh Gaby                              | 2  | -  |
| 1981 | Vertige de l’amour                        | 1  | -  |
| 1981 | Rebel                                     | 19 | -  |
| 1981 | C’est comment qu’on freine?               | 45 | -  |
| 1983 | Elégance                                  | -  | -  |
| 1984 | S.O.S. Amor                               | 36 | -  |
| 1985 | Tu touches pas à mon pote                 | -  | -  |
| 1985 | Hey Joe                                   | 59 | -  |
| 1986 | L’arrivée du Tour                         | 44 | -  |
| 1986 | Malédiction                               | 36 | -  |
| 1989 | Bombez!                                   | 76 | -  |
| 1989 | Pyromanes                                 | 94 | -  |
| 1989 | Etrange été                               | -  | -  |
| 1991 | Osez Joséphine                            | 14 | -  |
| 1991 | J’écume                                   | -  | -  |
| 1992 | Madame rêve                               | -  | -  |
| 1994 | Ma petite entreprise                      | 61 | -  |
| 1994 | J’passe pour une caravane                 | 31 | -  |
| 1998 | La nuit je mens                           | 12 | -  |
| 1998 | Sommes-nous                               | 24 | -  |
| 1998 | Aucun express                             | 39 | -  |
| 2003 | La ficelle                                | -  | -  |
| 2008 | Résidents de la République                | -  | 32 |

### Albumy koncertowe
- 1985: Live Tour 85
- 1992: Tour novice
- 1995: Confessions publiques
- 2004: La Tournée des grands espaces

## Filmografia

### Aktor
- 1981: Nestor Burma, détective de choc de Jean-Luc Miesch
- 1981: Le Cimetière des voitures de Fernando Arrabal
- 1991: Rien que des mensonges de Paule Muret
- 1992: L'Ombre du doute de Aline Issermann
- 1994: Ma sœur chinoise de Alain Mazars
- 1995: Le Jeu de la clé de Michel Hassan
- 1998: Mon père, ma mère, mes frères et mes sœurs... de Charlotte de Turckheim
- 1999: Je veux tout de Patrick Braoudé
- 2000: La Confusion des genres de Ilan Duran Cohen
- 2000: Retour à la vie de Pascal Baeumler (avec Emmanuelle Laborit)
- 2000: Félix et Lola de Patrice Leconte
- 2000: L’Origine du monde de Jérôme Enrico
- 2002: La Bande du drugstore de François Armanet
- 2003: Le P'tit Curieux de Jean Marbœuf
- 2006: Arthur et les Minimoys de Luc Besson (voix de M Le maudit)
- 2007: J'ai toujours rêvé d'être un gangster de Samuel Benchetrit

### Kompozytor
- 1981: Nestor Burma, détective de choc de Jean-Luc Miesch
- 1985: Le Quatrième Pouvoir de Serge Leroy
- 1986: Le Beauf de Yves Amoureux
- 1992: Le Jeune Werther de Jacques Doillon
- 1994: Pigalle de Karim Dridi
- 1999: Ma petite entreprise de Pierre Jolivet